# Ivan Brovkin ở nông trang
Ivan Brovkin ở nông trang (tiếng Nga: Иван Бровкин на целине) là phần tiếp theo của bộ phim hài hước Binh nhì Ivan Brovkin, ra mắt năm 1959.

## Ê-kíp
- Giám đốc sản xuất: V.Rogovoy
- Âm nhạc: Grigory Gamburg
- Thiết kế sản xuất: Lyudmila Blatova
- Phục trang: T.Drozdova, I.Zakharova

## Sự kiện thú vị
- Trong bộ phim Bí thư Tỉnh ủy, có đoạn khi nhân vật Hoàng Kim học tiếng Nga cùng thư ký Đô, họ đã trao đổi về Binh nhì Ivan Brovkin[1] và Bí thư Tỉnh ủy Hoàng Kim đã thổ lộ mong ước có ngày Việt Nam cũng xây dựng được những nông trang khổng lồ như ở Liên Xô.